# Domobranci
Domobranci (spesso scritto su molteplici fonti seguendo la pronuncia fonetica italiana della parola slovena, anche come: Domobranzi) fu la denominazione collettiva degli appartenenti alla Slovensko domobranstvo (Guardia territoriale slovena), formazione collaborazionista nazista di miliziani prevalentemente volontari, costituitasi in Slovenia nel settembre 1943, per contrastare l'Esercito Popolare di Liberazione della Jugoslavia.
Operò insieme alle truppe naziste, da cui fu equipaggiata con le armi sequestrate agli italiani dall'esercito tedesco dopo l'armistizio del 1943 e addestrata dalle SS tedesche. Arrivò a contare fino a 13.000 membri.

## Storia
I domobranci inizialmente ebbero solo un ruolo di sostegno all'azione delle truppe tedesche ma durante il conflitto assunsero sempre maggiore autonomia. Il comandante della milizia fu Leon Rupnik, ex-generale dell'esercito jugoslavo.
Alla fine della seconda guerra mondiale buona parte dei membri, confinati dal quinto corpo dell'Ottava armata britannica assieme a numerosi civili al loro seguito a Viktring, nei pressi di Klagenfurt, furono rimpatriati forzosamente e consegnati all'Esercito popolare di liberazione della Jugoslavia alla fine del maggio 1945. Nelle settimane successive vennero in gran maggioranza uccisi in esecuzioni sommarie di massa e i loro corpi occultati in cavità carsiche, fosse comuni, miniere e cave dell'odierna Slovenia, come a Kočevski rog, dove le vittime vengono stimate in 14.000.